# Barclay Motors
Die Barclay Motors Ltd. war ein britischer Automobilhersteller, der nur 1933 in Aston bei Birmingham ansässig war.
Der Barclay war ein Kleinwagen mit 1.122-cm³-Motor. Nach den Vorbildern zeitgenössischer BSA und Jowett wurde der sportliche Wagen gebaut, konnte sich jedoch auf dem Markt nicht durchsetzen, sodass nur ganz geringe Stückzahlen entstanden.

## Quelle
- David Culshaw & Peter Horrobin: The Complete Catalogue of British Cars 1895–1975. Veloce Publishing plc. Dorchester (1997). ISBN 1-874105-93-6